# Léon Germain Pelouse
Léon Germain Pelouse (født 1. oktober 1838 i Pierrelaye, død 31. juli 1891 i Paris) var en fransk landskabsmaler.
Han har især hentet motiverne til sine billeder fra Normandiet. I sin kunst viser han sig som en solid og fremragende repræsentant for det franske stemningsmaleri (paysage intime). I Musée d'Orsay findes Grandcamp, vu de la plage (Calvados). På Den franske Kunstudstilling i Kjøbenhavn 1888 sås Kulsviere ved Doubs.